# Ткачук Василь Іванович
Васи́ль Ткачу́к  (* 13 січня 1916, с. Іллінці Снятинського повіту (нині Снятинського району) — † 19 жовтня 1944) — український письменник-новеліст селянського походження, талановита особистість родом із Галичини.

## Життєпис
Народився на Покутті в бідній родині. Він був третьою дитиною, мав старшого брата Олексія (1904) і сестру Марію (1912). Сім'я майбутнього письменника проживала в одній невеличкій хатині разом із сім'єю батькового брата. В одній кімнаті на 16 м кв. проживало… десятеро дітей. Василь ріс напівсиротою — батько помер 1921. Мати залишилася з трьома дітьми і, щоб прогодувати малечу, заробляла в людей на хліб шиттям і прядінням. У своїй біографічній новелі «Зимова мелодія» Василь Ткачук пише, що «… мати з сестрою Марійкою на двох мали тільки одні постоли, брат Олексій мав постоли, та не мав онуч, а Василь не мав нічого…». Проте ніякі злидні не змогли вбити у Василя вродженого потягу до знань та книг.
1930 Василь закінчує сім класів місцевої школи. Саме в школі пише свої перші вірші. Після навчання він був членом, а згодом і керівником хореографічного гуртка при товаристві «Просвіта». 1931 його вперше заарештовують за незначну антиурядову витівку, але незабаром малолітнього Василя відпускають. У вересні 1932 за антиурядову діяльність його знову затримали на три місяці.
В Народному музеї історії і побуту села Іллінців, який облаштував і опікується ним педагог Роман Ризюк, зберігається коломийський журнал «Жіноча доля» за квітень 1933, де опубліковано першу новелу «Великдень іде». Далі була новела «Весна». Під своїми публікаціями Василь Ткачук часто зазначав написання твору — рідне і таке дороге йому село Іллінці. Окрім того, В. Ткачук займався ще й етнографією, адже його дуже цікавили місцеві традиції, обрядові пісні. Журнал «Життя і знання» (ч. 97 за 1935) опублікував його дослідницьку статтю «Весілля на Покутті». Від 1934 В. Ткачук затоваришував з учасниками львівської літературної групи «Дванадцятка», яку організував Анатоль Курдидик.
1937 Василь Ткачук одружується з Марією Януш. Шлюбна церемонія відбулася в церкві Святого Миколая у Львові.
У вересні 1939 Ткачук стає студентом Львівського університету імені Івана Франка за наказом Наркомітету УРСР, незважаючи на те, що в письменника не було навіть середньої освіти.
На спеціальному пленумі Спілки письменників України 1940 В. Ткачука прийнято в члени письменницької організації разом з такими майстрами слова, як Ірина Вільде, Петро Козланюк, Михайло Яцків.
Під час першої радянської окупації Галичини Ткачук за бунтарство в Спілці письменників потрапив у неласку, і секретар спілки не боронив його від призову до Червоної армії, хоч нікого з письменників — ні українців, ні поляків, ні євреїв не призвали. Василь змушений був змінити перо на гвинтівку і, покликаний до лав Радянської армії 1941 року, переживає тяжкі дні відступу. На жаль, ми не знаємо, де саме воював Василь. Проте в архіві Народного музею села Іллінців зберігається копія листа Василя Ткачука до Леоніда Смілянського, датованого 24.08.1942 р., в якому письменник повідомляє, що вже чотирнадцять місяців перебуває в робочій колонії і просить вислати йому журнали та деякі твори. Петро Козланюк у своїх військових щоденниках згадує, що 24 грудня 1942 він зустрічався в Москві з Ткачуком, який зі своєю частиною відправлявся на фронт.
19 жовтня 1944 в бою у Східній Прусії, в селі Шлайвен, у віці 28 років він загинув.

## Творчість
Оповідання та мініатюрні новели друкував у 1934—1936 роках у журналі «Назустріч» («Весна», «Набуток», «Близнюки») та в газетах 1930-их років. На творах Ткачука, що здебільшого написані підкарпатським говором, помітний великий вплив Василя Стефаника.
Прихильно про Ткачукову творчість відгукнулася Ірина Вільде: «Безперечно, ми б інакше дивилися на „Сині чічки“, якби автор мав бодай сорок років, а з них бодай двадцять літ літературної діяльності. Але Ткачукові всього дев‘ятнадцять літ». Як зазначала газета «Нова зоря» від 17 березня 1936, «Сині чічки» була найкращою книжкою за 1935 рік. Та через матеріальні труднощі В. Ткачук змушений був продати право на свою першу книжку Іванові Тиктору, яку видавець видав накладом п‘ять тисяч примірників.
За життя Василя Ткачука вийшли 4-и окремі збірки його творів:
- Сині чічки (Львів: Українська бібліотека, 1935; Івано-Франківськ: Лілея-НВ, 2013).
- Золоті дзвінки (Львів, 1936).
- Зимова мелодія (Львів, 1938).
- Весна (Київ: Радянський письменник, 1940).

1973 року, за радянського часу, була видана збірочка творів Василя Ткачука під назвою «Новели», в якій були зібрані найпридатніші мотиви для соціалістичного ладу (та ще й суттєво процензуровані).

## Електронні джерела
- Ювілеї та пам'ятні дати 2006 року в галузі літератури
- Детальніше про Василя Ткачука[недоступне посилання з липня 2019]

| S: | Твори цього автора перебувають у суспільному надбанні. Ви можете допомогти проєкту, додавши їх у Вікіджерела. |